# Vartan Adschemian

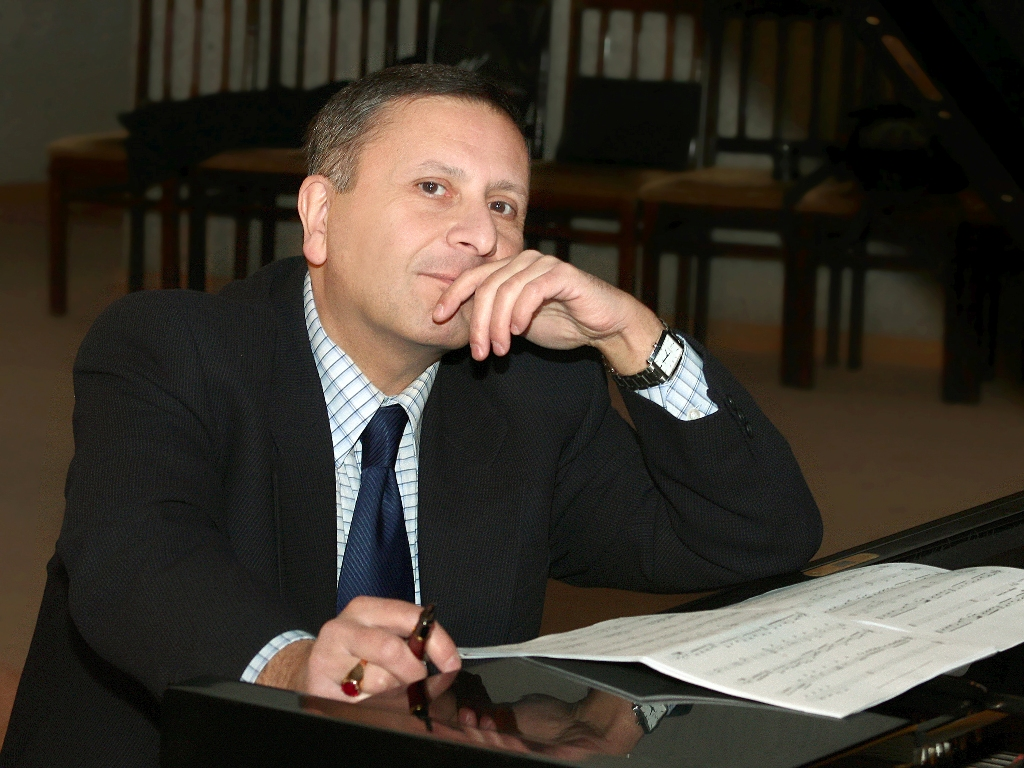
Vartan Adschemian, 2008

Vartan Adschemjan (auch Adjemian, armenisch Վարդան Աճեմյան Vartan Adschemjan, russisch Вартан Аджемян Vartan Adschemjan; * 27. April 1956 in Jerewan, Armenische SSR, Sowjetunion) ist ein armenischer Komponist und Musikpädagoge.

## Leben
Vartan Adschemjan stammt aus einer Künstlerfamilie. Sein Vater war der armenische Komponist Aleksandr Adschemjan (1925–1987), der Sohn des Theaterdirektors des Armenischen Nationaltheaters Vartan Adschemians senior (1905–1977) und seiner Frau, der Schauspielerin Arus Asryan (1904–1987). Seine Mutter Natella Adjemian unterrichtete wie sein Vater am Konservatorium in Jerewan. Durch seine Großeltern, die ihn zeitweise täglich ins Theater mitnahmen, entdeckte er die Theaterwelt. Hier war er schon früh von prominenten und talentierten Künstlern umgeben. Vartan Adschemjan besuchte von 1962 bis 1969 die Sayat-Nova Musikschule in Kentron. Ab 1973 studierte er am Staatlichen Komitas-Konservatorium Jerewan Komposition bei Ghasaros Sarjan (1920–1998). 1978 wurde er graduiert. Die Oper Der Tod des Kikos  legte er als Diplomarbeit vor. Die außergewöhnliche Benotung mit 5+ fand sogar Erwähnung in der Prawda. Aufgrund seiner Leistungen erhielt er die Möglichkeit seine Kompositionsstudien weiterzuführen und wurde in den Komponistenverband Armeniens aufgenommen. Sein Postgraduiertenstudium schloss er 1981 ab. 1987 erhielt Adschemjan den Staatlichen Kunstpreis der armenischen SSR für seine Sinfonie Nr. 1. Er unterrichtete seit 1987 am Konservatorium in Jerewan Komposition. Ab 2001 wurde er zum Professor ernannt, und seit 2002 ist er Leiter des Fachbereichs Komposition am Konservatorium. Von 1995 unterrichtete er an der Sayat-Nova Musikschule. 2010 wurde ihm der Titel Verdienter Künstler Armeniens verliehen. Am 29. Dezember 2015 erhielt er den Staatspreis im Bereich Musik für seine Komposition Sound Theater. Seine Töchter sind die Pianistin Arus Adschemjan (* 1983) und ihre Schwester Natalia Adschemjan. Diverse Werke Vartan Adschemjans wurden ab 2008 bei Editions Bim veröffentlicht. Seit diesem Jahr ist er Mitglied der SUISA. Seine Werke wurden in Armenien, Bulgarien, Tschechische Republik, Finnland, Georgien, Island, Polen, Russland, im Vereinigten Königreich, der Schweiz und den Vereinigten Staaten aufgeführt.

## Werke (Auswahl)
- Adventure für Altsaxophon und Streichorchester oder Blasorchester, 2008.  Es ist ein Auftragswerk von Philippe Pfisterer, dem Direktor des Conseil Départemental pour la Musique et la Culture de Haute-Alsace.(CDMC). Die Blasorchesterfassung ist für zwei Flöten, zwei Oboe, zwei Klarinetten, Fagott, Altsaxophon, zwei Tenorsaxophone, Baritonsaxophon, zwei Trompeten, zwei Hörner, zwei Posaunen, Bassposaune, Tuba, Pauken und Schlagzeug mit Glockenspiel und Bongos gesetzt.
- Blues für 2 Tuben, Streichquartett und Klavier, 2010. Es ist ein Auftragswerk des finnischen Tubisten Harri Lidsle (* 1969). Publiziert bei der Edition Bim
- Cello Concerto, 1993
- Concerto für Flöte und Kammerorchester in einem Satz, 1995. Das Werk wurde 1998 vom Flötisten Tigran Gevorkjan und dem Philharmonischen Orchester Armeniens unter der Leitung des Dirigenten Ruben Asatrjan in Jerewan uraufgeführt.
- Fantasie für Tuba und Klavier, 1996. Das Werk ist ein Auftragswerk für Harri Lidsle. Es wurde 1998 bei der International Tuba/Euphonium Conference in Minnesota uraufgeführt.
- Poem [Gedicht] für Trompete und Klavier, 2012 Das Werk ist Jean-Pierre Mathez gewidmet.
- Quintett für Piccoloflöte, Tuba, Vibraphon, Kontrabass und Klavier, 1998
- Sonata für Flöte und Cello, 1984. Das Werk ist ein Auftragswerk des Kulturministeriums der Armenischen SSR. I Adagio II Allegro con fuoco III Andante
- Sound Theater für Klavier, Pauken und Streichorchester
- Sinfonie Nr. 1, 1986
- Sinfonie Nr. 2 in memoriam Aleksandr Adschemjan, 1982
- Sinfonie Nr. 3 für Streichorchester, 2002
- 9 Views für Klavier. Olivier Messiaen gewidmet.
- The bells [Die Glocken] für Klavier
- Festouvertüre